# Румегу (Тарн)
Румегу́, Румеґу (фр. Roumégoux) — колишній муніципалітет у Франції, у регіоні Окситанія, департамент Тарн. Населення — 237 осіб (2011).
Муніципалітет був розташований на відстані близько 570 км на південь від Парижа, 70 км на схід від Тулузи, 17 км на південний схід від Альбі.

## Історія
До 2015 року муніципалітет перебував у складі регіону Південь-Піренеї. Від 1 січня 2016 року належав до нового об'єднаного регіону Окситанія.
1 січня 2019 року Румегу, Ронель, Сент-Антонен-де-Лакальм, Сен-Льє-Лафенасс, Терр-Клап'є i Ле-Траве було об'єднано в новий муніципалітет Терр-де-Банкальє.

## Демографія
Динаміка населення (INSEE ):
Розподіл населення за віком та статтю (2006):
| Стать | Всього | До 15 років | 15-24 | 25-44 | 45-64 | 65-85 | Понад 85 |
| --- | ------ | ----------- | ----- | ----- | ----- | ----- | -------- |
| Чоловіки | 144    | 20          | 16    | 28    | 40    | 32    | 8        |
| Жінки | 95     | 16          | 8     | 35    | 20    | 16    | 0        |
| \| Статево-вікова піраміда \| Статево-вікова піраміда \| Статево-вікова піраміда \| \| ----------------------- \| ----------------------- \| ----------------------- \| \| Чоловіки \| Вік \| Жінки \| \| 8 \| 85 + \| 0 \| \| 4 \| 80-84 \| 0 \| \| 12 \| 75-79 \| 4 \| \| 12 \| 70-74 \| 12 \| \| 4 \| 65-69 \| 0 \| \| 8 \| 60-64 \| 8 \| \| 12 \| 55-59 \| 8 \| \| 12 \| 50-54 \| 4 \| \| 8 \| 45-49 \| 0 \| \| 16 \| 40-44 \| 23 \| \| 4 \| 35-39 \| 4 \| \| 4 \| 30-34 \| 8 \| \| 4 \| 25-29 \| 0 \| \| 12 \| 20-24 \| 0 \| \| 4 \| 15-20 \| 8 \| \| 12 \| 10-14 \| 4 \| \| 8 \| 5-9 \| 0 \| \| 0 \| 0-4 \| 12 \| |        |             |       |       |       |       |          |
| Статево-вікова піраміда |        |             |       |       |       |       |          |
| Чоловіки | Вік    | Жінки       |       |       |       |       |          |
| 8 | 85 +   | 0           |       |       |       |       |          |
| 4 | 80-84  | 0           |       |       |       |       |          |
| 12 | 75-79  | 4           |       |       |       |       |          |
| 12 | 70-74  | 12          |       |       |       |       |          |
| 4 | 65-69  | 0           |       |       |       |       |          |
| 8 | 60-64  | 8           |       |       |       |       |          |
| 12 | 55-59  | 8           |       |       |       |       |          |
| 12 | 50-54  | 4           |       |       |       |       |          |
| 8 | 45-49  | 0           |       |       |       |       |          |
| 16 | 40-44  | 23          |       |       |       |       |          |
| 4 | 35-39  | 4           |       |       |       |       |          |
| 4 | 30-34  | 8           |       |       |       |       |          |
| 4 | 25-29  | 0           |       |       |       |       |          |
| 12 | 20-24  | 0           |       |       |       |       |          |
| 4 | 15-20  | 8           |       |       |       |       |          |
| 12 | 10-14  | 4           |       |       |       |       |          |
| 8 | 5-9    | 0           |       |       |       |       |          |
| 0 | 0-4    | 12          |       |       |       |       |          |

## Економіка
У 2007 році серед 140 осіб у працездатному віці (15-64 років) 92 були активні, 48 — неактивні (показник активності 65,7%, у 1999 році було 66,7%). З 92 активних працювала 81 особа (44 чоловіки та 37 жінок), безробітних було 11 (6 чоловіків та 5 жінок). Серед 48 неактивних 15 осіб було учнями чи студентами, 20 — пенсіонерами, 13 були неактивними з інших причин.
У 2010 році в муніципалітеті числилось 98 оподаткованих домогосподарств, у яких проживали 240,0 особи, медіана доходів виносила 13 704 євро на одного особоспоживача